# Mały Kieżmarski Szczyt

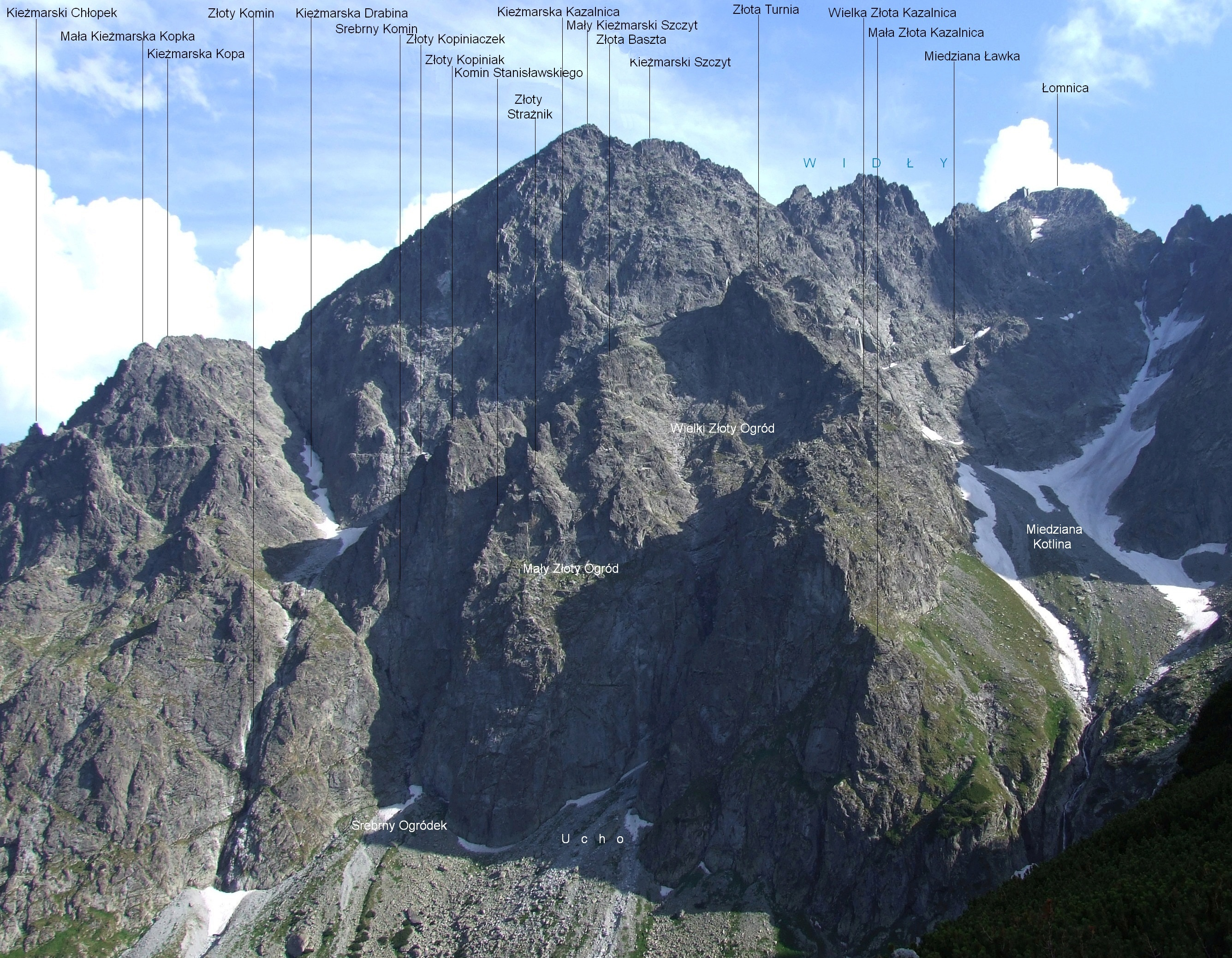
Ściana północna

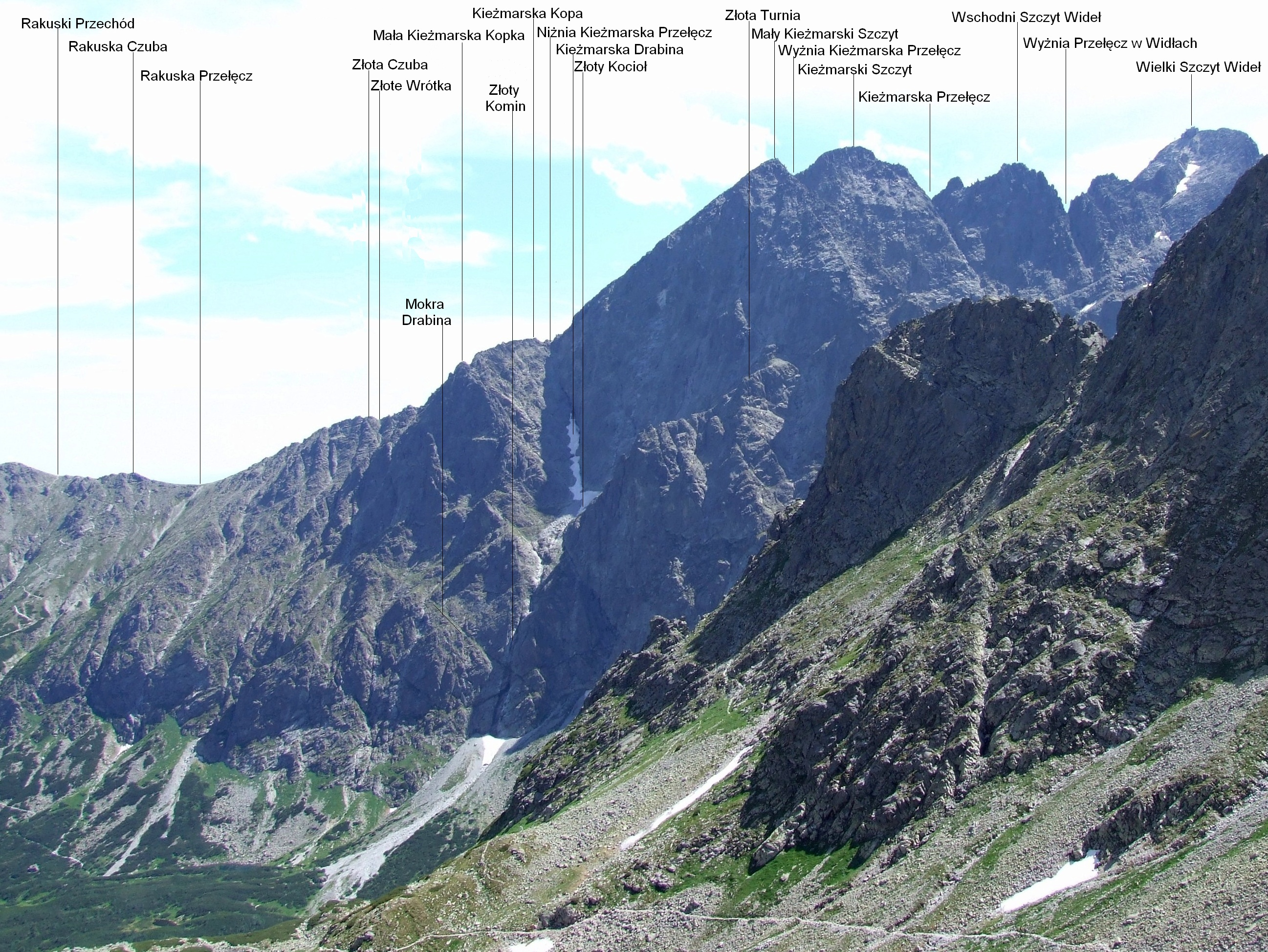
Mały Kieżmarski Szczyt z opisanymi formacjami skalnymi

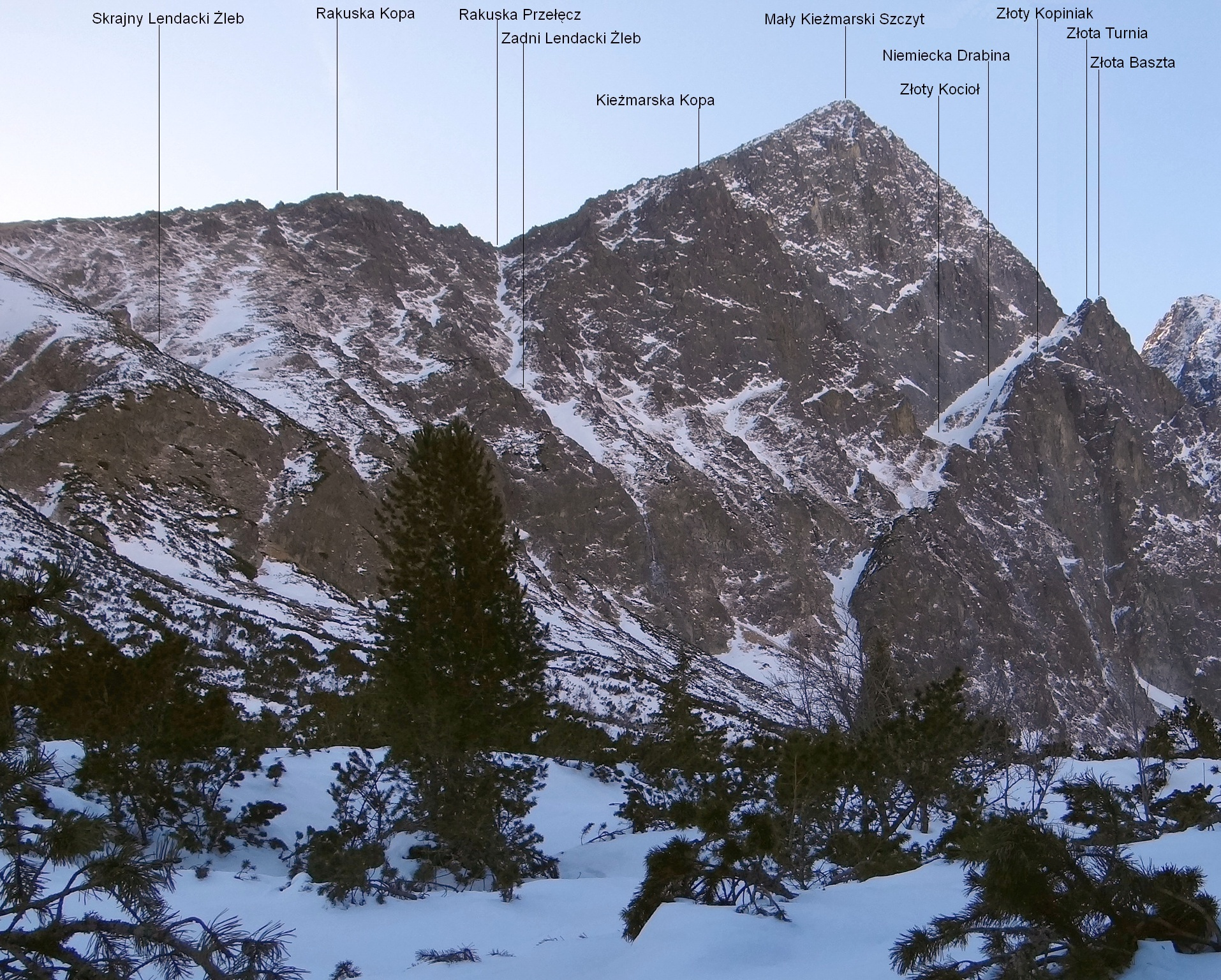
Widok z Zielonej Doliny Kieżmarskiej

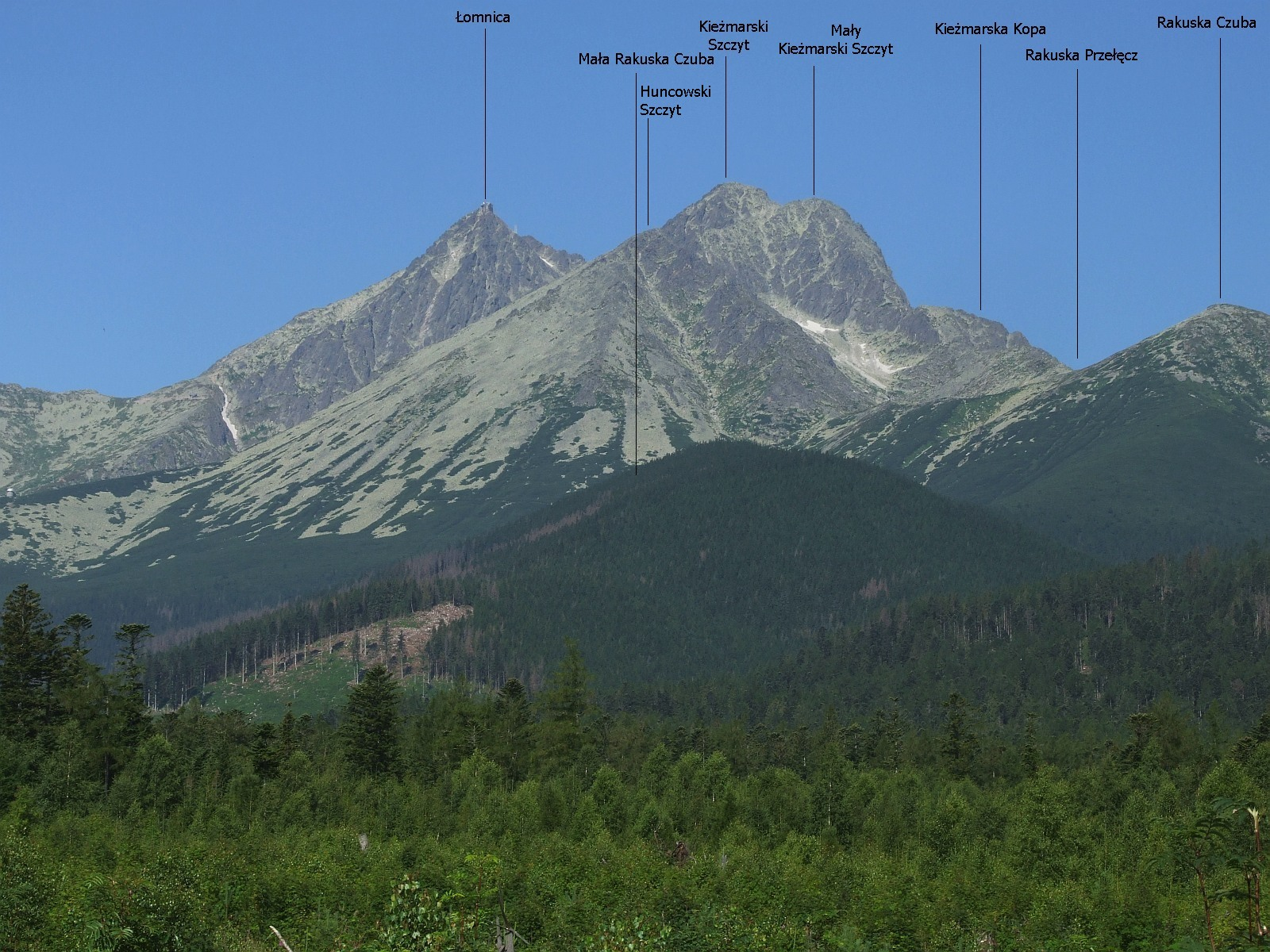
Łomnica i Kieżmarskie Szczyty – widok z wejścia do Doliny Kieżmarskiej

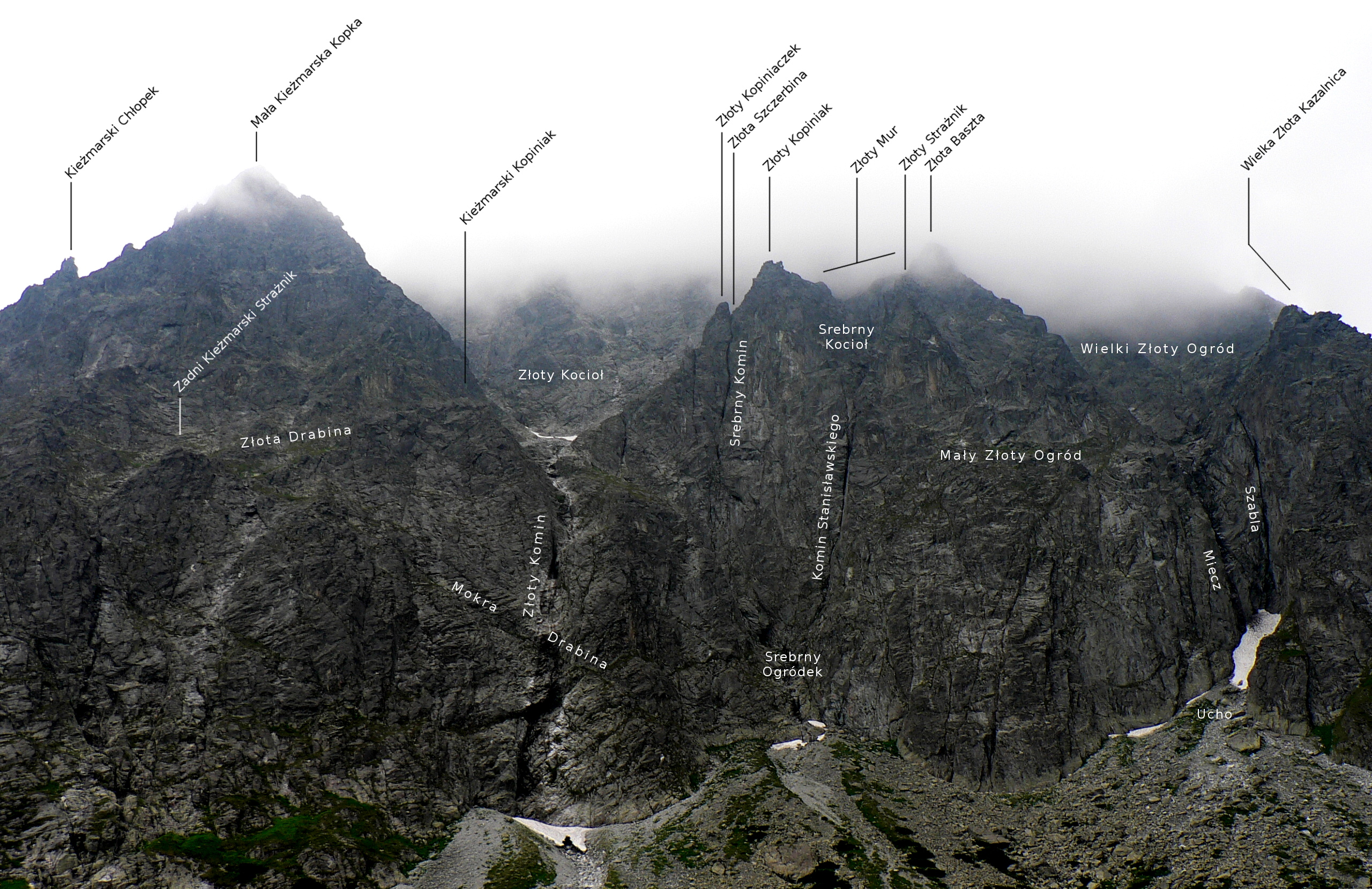
Dolne piętro północnej ściany z podpisanymi obiektami

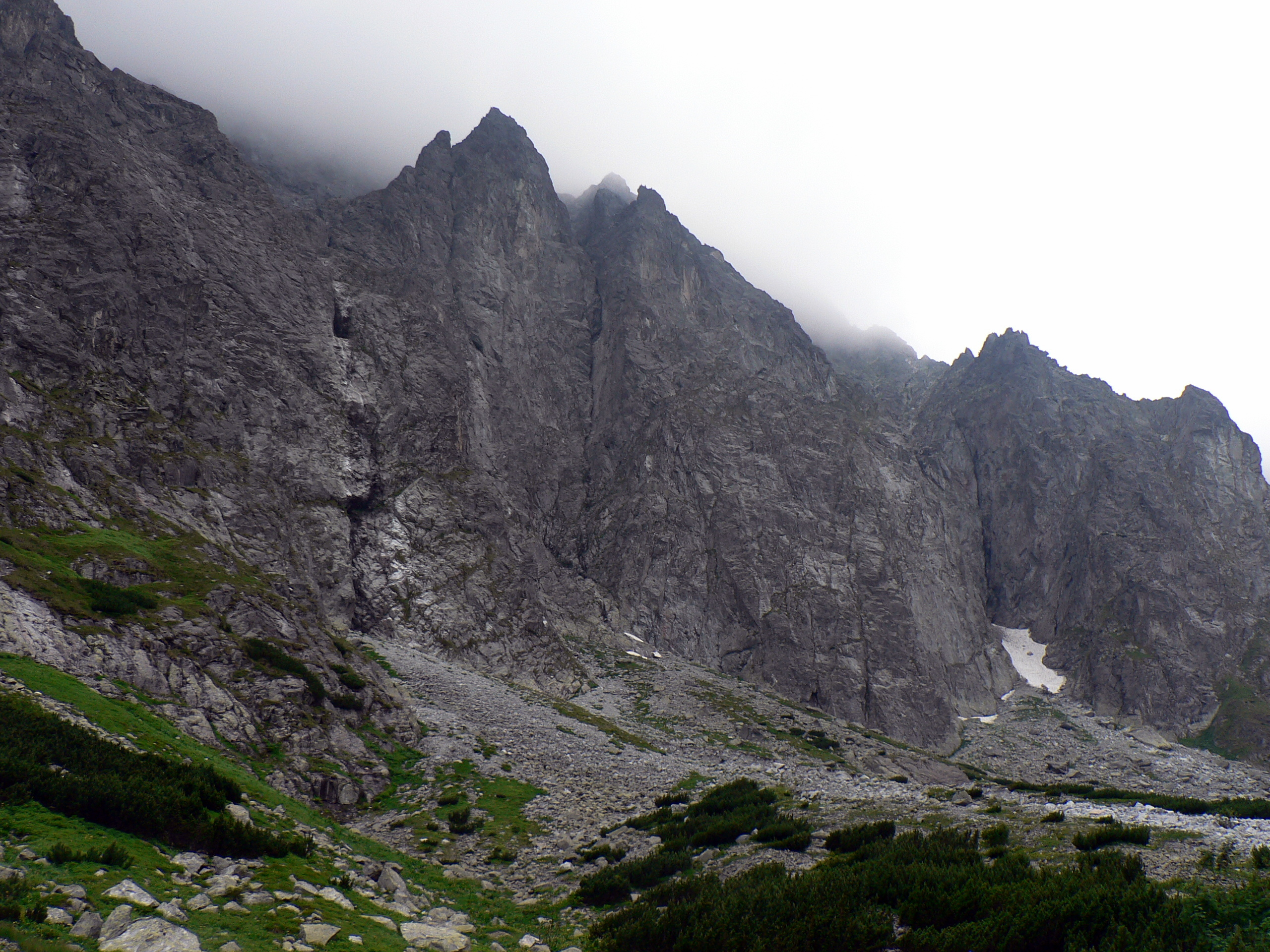
Dolne piętro północnej ściany: Złoty Komin, Złoty Kopiniak, Złota Baszta, Ucho i Złote Kazalnice

Mały Kieżmarski Szczyt, w części literatury tatrzańskiej Mały Kiezmarski Szczyt (słow. Malý Kežmarský štít, niem. Weberspitze, węg. Wéber-csúcs) – szczyt o wysokości 2514 lub 2513 m n.p.m. należący do masywu Kieżmarskich Szczytów. Wierzchołek znajduje się w długiej południowo-wschodniej grani Wyżniego Baraniego Zwornika w słowackich Tatrach Wysokich, na północ od nieco wyższego Kieżmarskiego Szczytu (Kežmarský štít), od którego oddziela go Wyżnia Kieżmarska Przełęcz (Vyšná Kežmarská štrbina). W Małym Kieżmarskim Szczycie grań rozwidla się na dwie odnogi, pomiędzy którymi opada ogromna ściana północna, dominująca nad Doliną Kieżmarską.

## Topografia
Pod ściany Małego Kieżmarskiego Szczytu podchodzą następujące doliny tatrzańskie:
- od północy: Dolina Zielona Kieżmarska (dolina Zeleného plesa) należąca do systemu Doliny Kieżmarskiej,
- od zachodu: Miedziana Kotlina (Medená kotlina), opadająca na tym odcinku do Doliny Dzikiej (Veľká Zmrzlá dolina),
- od południowego wschodu: Świstówka Huncowska (Huncovská kotlinka) – górne piętro Doliny Huncowskiej[2].

Cały masyw zbudowany jest z granitów.

### Granie Małego Kieżmarskiego Szczytu
W północno-wschodniej grani Małego Kieżmarskiego Szczytu, oddzielającej od siebie Dolinę Zieloną Kieżmarską i Dolinę Huncowską, wyróżnia się następujące obiekty:
- Niżnia Kieżmarska Przełęcz (Nižná Kežmarská štrbina),
- Kieżmarska Kopa (Kežmarská kopa, 2233 m),
- Złote Wrótka (Zlaté vrátka, ok. 2100 m),
- Złota Czuba (Zlatý hrb, 2111 m),
- Rakuska Przełęcz (Nižné sedlo pod Svišťovkou) – największe obniżenie oddzielające masyw Kieżmarskich Szczytów od Rakuskiej Czuby (Veľká Svišťovka)[3].

W kierunku północno-zachodnim od Małego Kieżmarskiego Szczytu odchodzi grań, w której położone są:
- Złota Przełączka (Ušaté sedlo, ok. 2230 m),
- Złota Turnia (Ušatá veža, 2265 m) o dwóch wierzchołkach,
- Wielka Złota Kazalnica (Ušatá kazateľnica),
- Pośrednia Złota Kazalnica (Ušatá vežička),
- Mała Złota Kazalnica (Malá Ušatá kazateľnica)[1].

Grań ta początkowo kieruje się ku północnemu zachodowi, później ku północy. Kończy się nieco ponad Zielonym Stawem Kieżmarskim, blisko podnóża Dzikich Spadów. W górnej części grań rozgranicza północną i zachodnią ścianę Małego Kieżmarskiego Szczytu, w dolnej oddziela Dolinę Zieloną Kieżmarską i dolne partie Doliny Dzikiej.

### Ściana północna
Północna ściana masywu schodzi od wierzchołka w kierunku Zielonego Stawu Kieżmarskiego. Jest to jedna z najwyższych ścian w Tatrach – jej wysokość od podnóża Kieżmarskiej Kopy wynosi ok. 900 m. Z prawej strony ścianę ogranicza północno-zachodnia grań Małego Kieżmarskiego Szczytu, z lewej natomiast Kieżmarska Drabina opadająca z Niżniej Kieżmarskiej Przełęczy oraz niżej Złoty Komin. Przedłużeniem ściany po lewej stronie jest północna ściana Kieżmarskiej Kopy.
Północna ściana przecięta jest w poprzek skośnym żlebem zwanym Niemiecką Drabiną (Nemecký rebrík), pnącym się ze Złotego Kotła aż do Złotej Przełączki w grani północno-zachodniej. Formacja ta w wyraźny sposób dzieli ścianę na część dolną i górną, co ma praktyczne zastosowanie dla taterników, którzy poprowadzili przez obie części liczne drogi, możliwe do łączenia w logiczną całość na różne sposoby. Złoty Kocioł jest wybitnym kotłem w lewej części ściany. Oprócz Niemieckiej Drabiny, prowadzącej z niego w prawo, rozpoczyna się w nim także Kieżmarska Drabina wiodąca bardziej stromo w lewo. Dolnym przedłużeniem Niemieckiej Drabiny jest Złota Drabina biegnąca już przez ścianę Kieżmarskiej Kopy.
Dolne piętro północnej ściany Małego Kieżmarskiego Szczytu ma od 300 do 500 m wysokości i kończy się trzema wybitnymi turniami tworzącymi zewnętrzne ograniczenie Niemieckiej Drabiny. Od lewej do prawej są to kolejno Złoty Kopiniak (Pavúkova veža), Złota Baszta (Bocekova veža) i Złota Turnia należąca już do grani północno-zachodniej. We wschodniej grani Złotego Kopiniaka tkwi ponadto Złoty Kopiniaczek, oddzielony od niego Złotą Szczerbiną. Pomiędzy Złotym Kopiniakiem a Złotą Basztą rozciąga się natomiast Złoty Mur, od Złotego Kopiniaka odgraniczony Wyżnią Złotą Szczerbiną. Tuż za Złotą Basztą w Niemieckiej Drabinie rozlega się Złota Płaśń, a w jej lewym filarze tkwi jeszcze jedna wybitna turniczka – Złoty Strażnik.
W północnej ścianie masywu wyróżnia się też Mały Złoty Ogród i Wielki Złoty Ogród. Pierwszy z tych obiektów to szeroki pas łagodniejszego terenu w północnej ścianie Złotej Baszty, poniżej Złotego Strażnika. Drugi jest natomiast wielką depresją w środkowej części północnej ściany Złotej Turni, od prawej ograniczoną urwiskami grani północno-zachodniej Małego Kieżmarskiego Szczytu z Wielką Złotą Kazalnicą. Od dołu Wielki Złoty Ogród jest ograniczony wysokim urwiskiem, przeciętym dwoma kominami. Lewy komin – Miecz (Meč) – jest prosty, natomiast prawy – Szabla (Šabľa) – w górnej części zakrzywiony ku lewej stronie. Oba opadają do piarżystej zatoki nazywanej Uchem (Ucho). Druga zatoka wcina się w ścianę dalej na lewo i ogranicza od dołu Srebrny Ogródek (Kotol Weberovky) poniżej północnej ściany Złotego Kopiniaka. Z tego kociołka w górę pną się kolejne dwa kominy. Prawy z nich to Komin Stanisławskiego (Stanisławského komín) – największy ze wszystkich kominów w całej ścianie, się pomiędzy urwiskami Złotej Baszty i Złotego Kopiniaka aż do rozszerzenia, którym jest Srebrny Kocioł. Z kolei lewy komin ponad Srebrnym Ogródkiem to Srebrny Komin, docierający aż do Złotej Szczerbiny. Srebrny Komin i Komin Stanisławskiego razem z depresją w rejonie Srebrnego Ogródka tworzą ogromną literę Y. Ostatnim na lewo z kominów związanych z właściwą częścią północnej ściany Małego Kieżmarskiego Szczytu jest Złoty Komin opadający ze Złotego Kotła, oddzielający ścianę od Kieżmarskiego Kopiniaka, należącego już do północnej ściany Kieżmarskiej Kopy. Złotym Kominem spływa Złota Woda, tworząca kilka wodospadów nazywanych Złotymi Skokami. W poprzek komina biegnie Mokra Drabina – ciąg półek i zachodów pnących się w kierunku Złotej Drabiny.
Górne piętro północnej ściany Małego Kieżmarskiego Szczytu ma mniej skomplikowaną budowę. W górnym fragmencie jej środkowej części znajduje się rozłożysty filar, natomiast poniżej niego łatwo można wyróżnić trzy ciągi płaśni, żlebów i rynien, którymi są:
- Skrajna Srebrna Drabina, zaczynająca się w 1/4 wysokości Niemieckiej Drabiny i biegnąca w górę w lewo, równolegle do dolnej części Kieżmarskiej Drabiny,
- Pośrednia Srebrna Drabina, położona nieco wyżej i biegnąca w prawo równolegle do Niemieckiej Drabiny,
- Zadnia Srebrna Drabina, zaczynająca się na Złotej Płaśni i ciągnąca się w lewo aż do połączenia z Pośrednią Srebrną Drabiną.

Srebrne Drabiny pozwalają wyodrębnić z górnego piętra ściany wielkie urwisko, wyglądające od dołu jak duża turnia. Formacja ta nazywana jest Kieżmarską Kazalnicą. Jej kulminacją jest spora płaśń, w której stykają się i Pośrednia i Zadnia Srebrna Drabina.

### Pozostałe ściany
Ściana zachodnia Małego Kieżmarskiego Szczytu opada do dolnej części Doliny Dzikiej i ma ok. 600 m wysokości. Od prawej strony ogranicza ją żleb opadający z Wyżniej Kieżmarskiej Przełęczy, od lewej – północno-zachodnia grań Małego Kieżmarskiego Szczytu. Pośrodku ściany, w jej środkowej i górnej części, wyróżnia się urwiste zachodnie żebro z Miedzianą Basztą i Miedzianym Przechodem – przełączką, do której od lewej strony dobiega Niemiecka Ławka, a od prawej Miedziana Drabina. Żebro to dociera w górze do północno-zachodniej grani szczytu ok. 180 m ponad Miedzianym Przechodem.
Ściana wschodnia opada z wierzchołka do Świstówki Huncowskiej. Jej górne fragmenty są dość łagodne i piarżysto-skaliste, dolne skaliste i urwiste.

## Turystyka i taternictwo
Szczyt odegrał znaczącą rolę w rozwoju taternictwa, szczególnie zimowego. Jego północna ściana wraz ze ścianą Kieżmarskiej Kopy ma obecnie największą liczbę dróg wspinaczkowych w Tatrach. Jest ich tutaj około 110, o skali trudności od II do VIII+, ich łączna deniwelacja wynosi ok. 45 km. Północna ekspozycja, duża wysokość i urozmaicona konfiguracja ściany stwarzają wspinaczom warunki podobne do alpejskich.
Mały Kieżmarski Szczyt jest dostępny także dla turystów, ale tylko w towarzystwie tatrzańskiego przewodnika. Widok ze szczytu jest ograniczony i mniej rozległy niż z Kieżmarskiego Szczytu.
Najdogodniejsze drogi prowadzą na wierzchołek południową granią od Wyżniej Kieżmarskiej Przełęczy oraz północno-wschodnią granią od Rakuskiej Przełęczy.

## Historia
Pierwsze wejścia na Mały Kieżmarski Szczyt miały miejsce już na początku XVII wieku (często podczas wejść na Kieżmarski Szczyt). W późniejszych czasach jako pierwsze odnotowano wejście od Wyżniej Kieżmarskiej Przełęczy, w którym wzięli udział: Adolf Gábriel, Frigyes Koromzay, György Koromzay, Adolf Nikházy, Samuel Weber z tragarzami Beckerem i Kullmannem 21 sierpnia 1889 r. Zimą pierwsi na Małym Kieżmarskim Szczycie byli Günter Oskar Dyhrenfurth i Alfred Martin 8 marca 1906 r. (podczas zdobywania Kieżmarskiego Szczytu).
Nazwy niemiecka i węgierska upamiętniają Samuela Webera. Po raz pierwszy nazwa Weberspitze pozwoliła na nazewnicze wyodrębnienie Małego Kieżmarskiego Szczytu w 1894 r. Miejscowi górale używali nazwy Weberov štít. Obecna nazwa pojawiła się w druku w 1909 r.
Północna ściana Małego Kieżmarskiego Szczytu od dawna wzbudzała zainteresowanie wspinaczy. Wiesław Stanisławski w 1933 r. określał ją jako największą otchłań Tatr, a Arno Puškáš w 1957 r. jako największą tatrzańską ścianę w ogóle. Do ważnych osiągnięć w historii zdobycia ściany należały:
- pierwsze wejście ścianą północną (z ominięciem dolnego piętra): Gyula Komarnicki i Gyula Hefty, 18 sierpnia 1912 r.,
- pierwsze przejście przez dolne piętro ściany północnej: Wiesław Stanisławski, Bolesław Chwaściński i Wiktor Ostrowski, 12–13 lipca 1932 r.,
- pierwsze zimowe przejście ściany północnej: Zbigniew Korosadowicz i Jan Staszel, 13–15 kwietnia 1933 r. („niewątpliwie jeden z rekordów taternictwa” – „Taternik” 1933),
- pierwsze przejście całą drogą Stanisławskiego (przez dolne i górne piętro): Marian Paully i Jerzy Piotrowski, 11 sierpnia 1946 r.,
- pierwsze zimowe przejście całej drogi Stanisławskiego: Karel Cerman i Arno Puškáš, 19–20 marca 1953 r.,
- pierwsze samotne przejście drogi Stanisławskiego: Arno Puškáš, sierpień 1954[6][3].